# Golfový míček

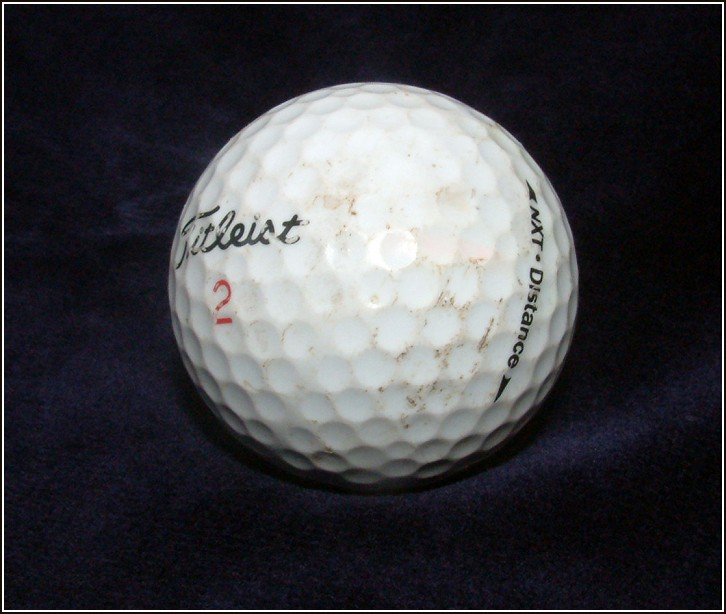
golfový míček

Golfový míček je míč speciálně navržený pro golf. Podle přílohy k pravidlům golfu nesmí tento míček vážit více než 45,93 g, jeho průměr nesmí být menší než 42,67 mm a nesmí se znatelně lišit od koule.

## Historie
Historicky se vyráběly jako první kožené míčky plněné peřím. Od padesátých let devatenáctého století se používala gutaperča. Od padesátých let se používá dvojdílná konstrukce s povrchem ze surlynu firmy Du Pont.
Zajímavostí je, že golfový míček inspiroval za 2. světové války britské konstruktéry k vývoji speciálních skákajících pum pro ničení německých přehrad.

## Dělení
Golfové míčky dělíme podle konstrukce
- onepiece - z jednoho kusu. Jednodílné míčky jsou určeny pouze pro trénink a používají se čím dál méně.
- twopiece - dvojdílné míčky mají samostatné jádro kryté povrchem. Jádro golfového míčku má přísně kulový tvar a je dosti problematické ho vyrobit. Z materiálů se používá většinou titanová směs. Největší jádra jsou samozřejmě u dvoudílných míčků
- threepiece - třídílné míčky mají další vrstvu, která má zlepšit vlastnosti. Jedna z konstrukcí používala obtočenou gumovou nit, jinak se jedná většinou o speciální umělou hmotu.
- fourpiece - vícedílné, vrstev mezi jádrem a povrchem je více.

Dle užití se míčky dělí obecně na tréninkové a pro hru. Tréninkové jsou označeny jedním nebo dvěma pruhy, často s nápisem RANGE. Hraje se s nimi výhradně na cvičné louce (driving range). Na golfovém hřišti je zakázáno hrát s tréninkovými míči.

## Popis
Povrch míčku je kryt ochrannou vrstvou umělé hmoty většinou surlyn, která je dostatečně odolná na údery. Nevýhodou je menší přesnost na greenu. Proto se někdy používají další materiály, např. balata.
Povrch golfového míčku je pokryt sítí důlků - anglicky dimple. Ty mají velký význam pro aerodynamiku letu. Zkouškami bylo prokázáno, že proti hladké kouli má takto tvarovaný míček až dvojnásobný dolet (někde se uvádí 37% větší dolet než hladký míček)